# Little Women (film)
 For alternative betydninger, se Little Women. (Se også artikler, som begynder med Little Women)
Little Women er en amerikansk drama-film fra 2019, instrueret af Greta Gerwig, og baseret på bogen af samme navn, af Louisa May Alcott. Filmen har Saoirse Ronan, Florence Pugh, Timothée Chalamet og Emma Watson i hovedrollerne.

## Medvirkende
- Saoirse Ronan som Jo March
- Emma Watson som Meg March
- Florence Pugh som Amy March
- Eliza Scanlen som Beth March
- Laura Dern som Marmee March
- Timothée Chalamet som Theodore Laurence
- Meryl Streep